# Gotschuchen
Gotschuchen (slowenisch Kočúha) ist eine Ortschaft in der Gemeinde St. Margareten im Rosental im Bezirk Klagenfurt Land in Kärnten. Die Ortschaft liegt in Unterkärnten südlich der Drau und hat 211 Einwohner (Stand 1. Jänner 2024).

## Geografie

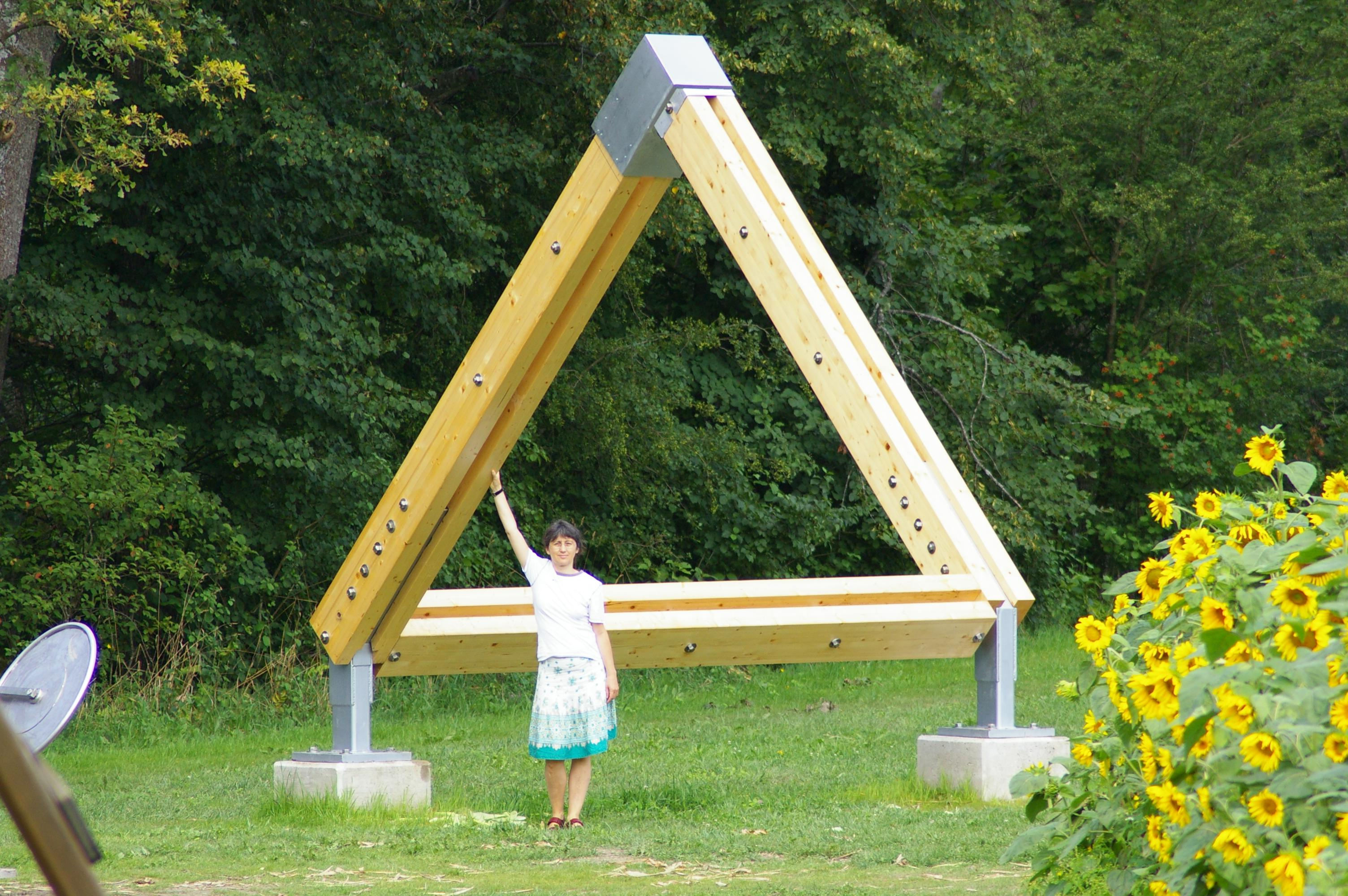
Penrose-Dreieck beim Campingplatz

Die Gemeinde St. Margareten im Rosental liegt im östlichen Teil des Rosentales in einer Seehöhe von 408 bis 868 m ü. A. und umfasst 43,98 km². Sie weist neben ihren landschaftlichen Merkmalen auch kulturelle und wirtschaftliche Besonderheiten auf. Die Ortschaft ist dem Gerichtsbezirk Ferlach sowohl als auch dem Finanzamtsbereich Klagenfurt zugeteilt. Das Kfz-Kennzeichen (Nummerntafel) an einem Kraftfahrzeug aus diesem Ort wird mit „KL“ und dem Wappen des Bundeslands Kärnten gekennzeichnet. Gotschuchen hat eine Postleitzahl (9173) und eine Straße, die durch die ganze Ortschaft führt.
Topographie des Gemeindegebietes
Die Gemeinde St. Margareten im Rosental ist die östlichste Gemeinde des Rosentales und gehört zum politischen Verwaltungsbezirk Klagenfurt-Land. Sie grenzt an folgende Nachbargemeinden: Im Norden an die Gemeinde Ebenthal und Grafenstein (Kärnten), im Osten an die Gemeinde Gallizien, im Süden an die Gemeinde Zell (Kärnten) und im Westen an die Stadtgemeinde Ferlach. Im Süden wird die Gemeinde von der Bergkette der Karawanken begrenzt.
Flächenausmaß

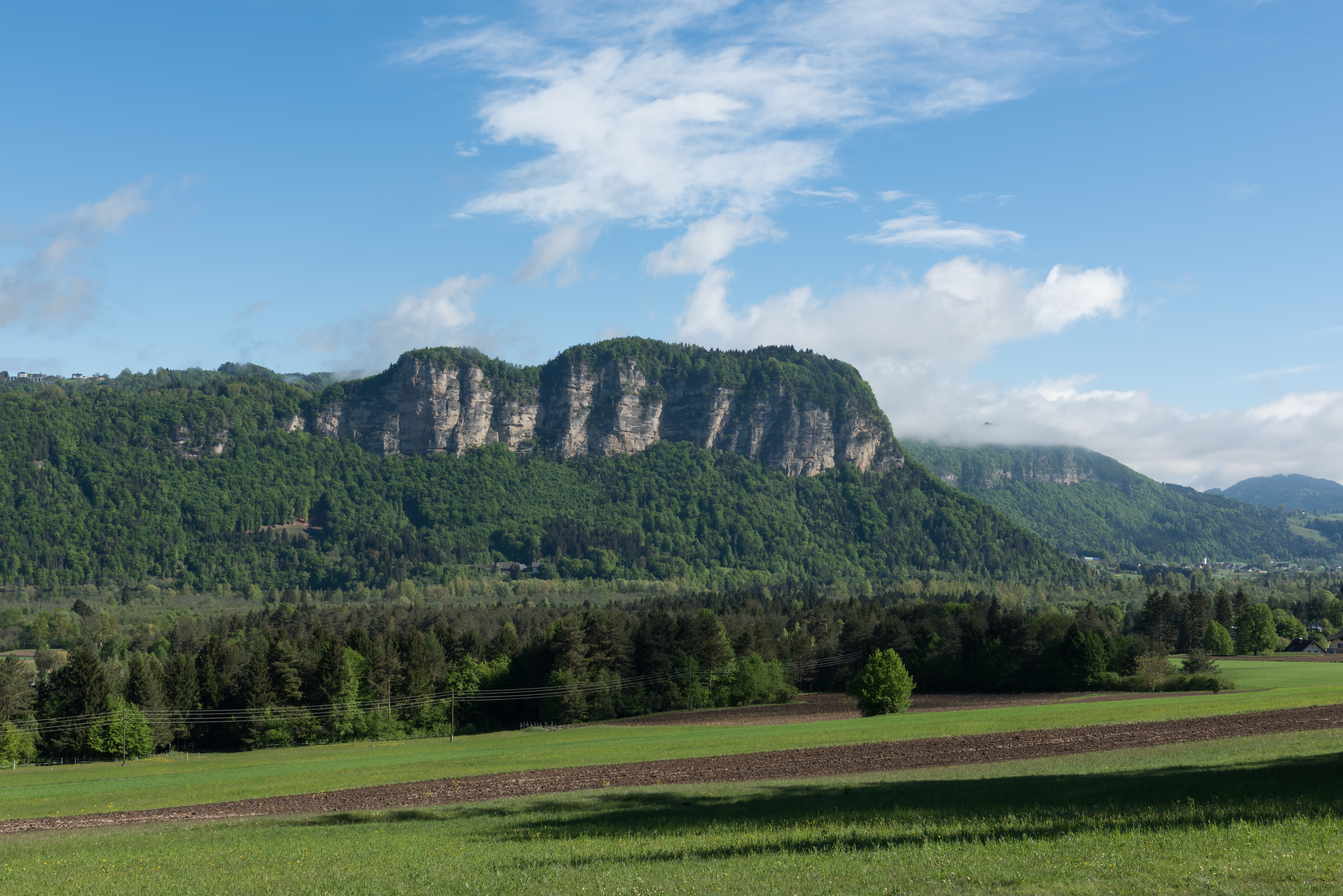
Gotschuchen Landschaft

Das gesamte Gemeindegebiet umfasst eine Fläche von 43,98 km².
Diese Fläche teilt sich auf die drei Katastralgemeinden Gotschuchen, St. Margareten im Rosental und Niederdörfl. Nach dem Katasterstand entfallen 77 % der Gemeindeflächen auf Wald, 16 % auf landwirtschaftliche Nutzflächen. Die verbleibende Fläche wird im Wesentlichen von Bauflächen, Straßenanlagen, Gewässern und sonstigen Flächen eingenommen.

## Geschichte

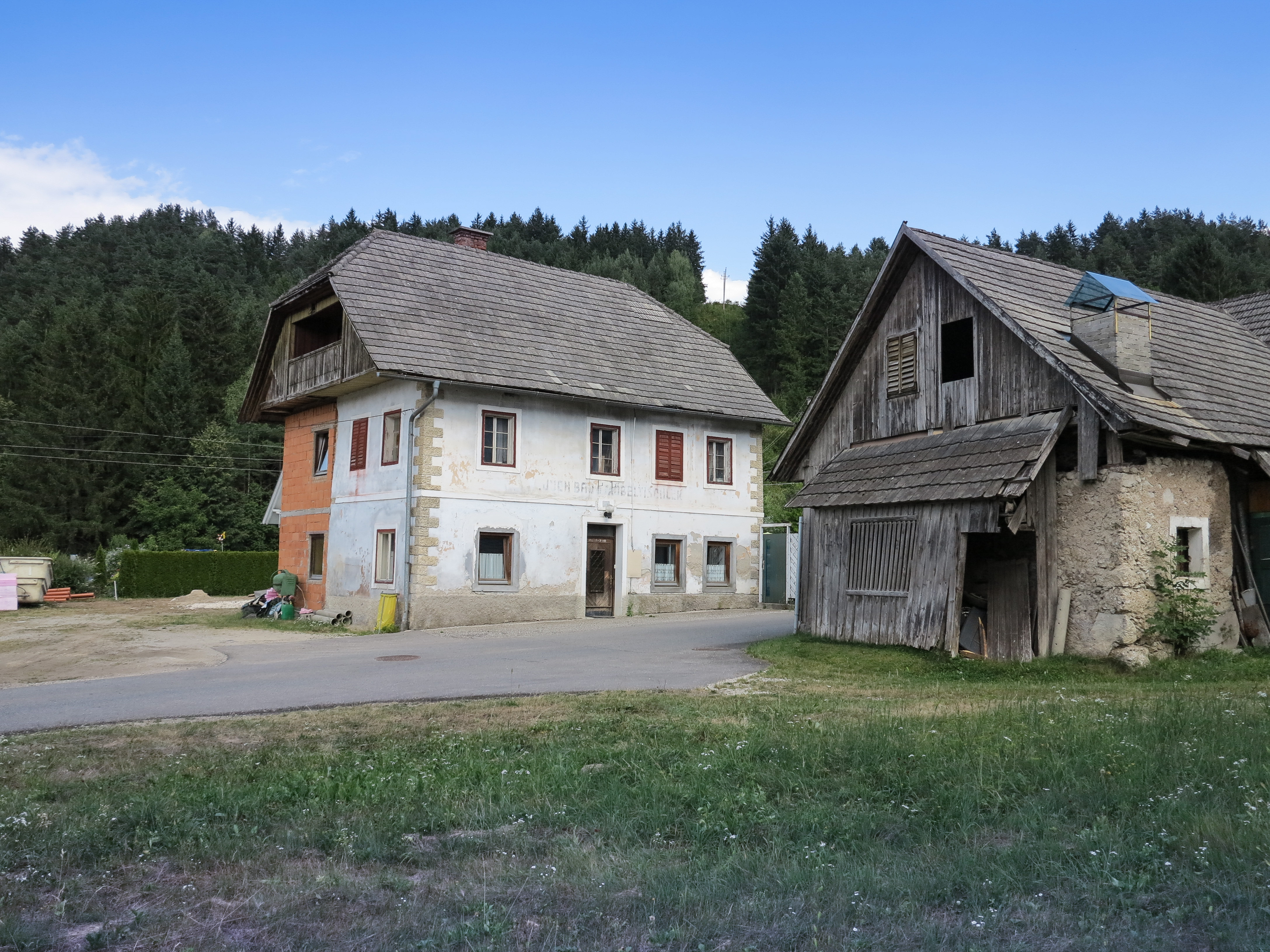
Altes Fassbinderhaus Juch (demoliert)

Die älteste Erwähnung des Ortes als „an der Chotschusch“ datiert von 1364. Der Name Gotschuchen in der slowenischen Mundart Kočúha, 1413 erwähnt als Goszschwossen, 1430 als Kotschussen, geht auf die ironisch, spöttische Bezeichnung zum Personennamen Kočúha zurück, was Hüttenbewohner bedeutet. Vor der Befreiung der Bauern von der Erbuntertänigkeit als Folge der Revolution von 1848/1849 im Kaisertum Österreich gehörte das Gebiet zur Herrschaft Hollenburg. Im Feudalsystem waren Justiz und Verwaltung nicht getrennt. Eine der häufigsten Aufgaben des Herrschaftsgerichtes Hollenburg war die Optimierung der Einnahmen für den Grundherrn. Das Pachtrecht für landwirtschaftliche Flächen wurde für relativ kurze Zeiträume, oft nur für ein Jahr, an den Meistbietenden vergeben.
In der Zeit vor dem 13. November 1902 war Niederdörfl der Name der heutigen Gemeinde Sankt Margarethen, damals bestehend aus den Katastralgemeinden Niederdörfl, St. Margareten und Gotschuchen.

### Bevölkerungsstruktur
Die langfristige Bevölkerungsentwicklung der Gemeinde St. Margareten im Rosental zeigt ausgehend vom Jahr 1890, in dem die Gemeinde 1278 Einwohner hatte, einen rückläufigen Trend an.
Die Volkszählungsergebnisse aus Gotschuchen lauten wie folgt:
| Jahr      | 1620 | 1857 | 1869 | 1951 | 1961 | 1971 | 1981 | 1991 | 2001 | 2011 | 2014 |
| Häuser    | 24   | 27   | 28   | 43   | 49   | 58   | 67   | 73   | 85   | 91   |      |
| Einwohner |      | 177  | 193  | 211  | 204  | 197  | 217  | 223  | 217  | 222  | 226  |

## Infrastruktur und Wirtschaft
In der Gemeinde St. Margareten im Rosental gibt es keine Industrie bzw. Großbetriebe. Wirtschaftlich relevant in Gottschuchen ist der Tourismus. Es gibt einige landwirtschaftliche Betriebe. Die meisten Einwohner von Gotschuchen pendeln nach Klagenfurt. In früherer Zeit war Gotschuchen ein Hauptort der Holzwarenerzeugung und der Fassbinderei im Rosental. In einer Aufstellung der Herrschaft Dietrichstein (Pflegamtsraitung 1654) ist von einem Philipp Perckhman „in der Catschuchen“ die Rede, der Lieferant von Binderwaren für die Hollenburg war.

### Tourismus
Zum einen gibt es Wanderwege in die Karawanken und Wege entlang der Drau. Dort befindet sich einer der größten Campingplätze Unterkärntens. In unmittelbarer Nähe des Campingplatzes befindet sich das Haus der Experimente namens EXPI (Ein Haus voller Experimente). Gotschuchen hat auch mehrere Gewerbebetriebe. Wie z. B. das Handwerk der Fassbinder ist hier beheimatet und hat eine alte Tradition in St. Margareten. Die Ortschaft verfügt auch über viele verschiedene Vereine – von Freizeit und Sport über Brauchtum und Kultur.
Als touristischer Leitbetrieb in der Gemeinde bzw. gesamten Region Carnica-Rosental ist der Campingplatz Rosental-Rož anzusehen. Mit rund 40.000 Gästeübernachtungen pro Jahr ist es der nächtigungsstärkste Betrieb in der gesamten Region Rosental. Daneben gibt es in der Gemeinde noch einige gastgewerbliche Betriebe sowie einige Vermieter von Privatzimmer- und Ferienwohnungen bzw. Häuser. Direkt am Campinggelände befindet sich ein von Bäumen umrundeter Badesee. Für Kindern bietet der Spielpark „Nimmerland“ Bewegung und Spaß. Unter dem Motto „Physik am Spielplatz“ wurden am Spielpark des Camping Rosental Rož Objekte aufgebaut, die einige Grundregeln der Natur interaktiv erlebbar machen sollen.

### Camping Rosental Rož
Der Campingplatz Rosental Rož ist ein Familienbetrieb eingebettet zwischen den Karawanken und den Drau Auen, inmitten von Wiesen, Feldern und Bächen rund um einen kleinen Badesee und wurde 1974 von Franz und Rosina Wernig gegründet. Mit viel Leidenschaft und Enthusiasmus konnte sich das Camp in der Campingszene in Kärnten etablieren und es wurde zu einem Vorzeigebetrieb. Das Camp bietet Kinderwaschräume, Familienwaschräume, einen Abenteuerspielplatz, einen Mini-Club sowie verschiedene Freizeitmöglichkeiten, ein umfangreiches Freizeitprogramm, geführte Wanderungen, Radtouren, Sportveranstaltungen und Stellplätze von 100–180 m². Das Camping Rosental hat auch eingezäunte Hundespielwiesen entlang der Hunde Runde, Platzteile mit direkten Ausgängen und Hundedusche, einen Spielpark, eingezäunte Hundespielwiesen, einen Kinderradweg, Kindersanitärräume und Internetcorner. Es wurde auch mit dem österreichischen Umweltzeichen und dem EU ECO-Label ausgezeichnet. Der Campingplatz verfügt auch über mehrere eigene Sportplätze (Fußball, Volleyball, Basketball, Beachvolleyball), am Drau Radweg, im Wandergebiet Karawanken.

### Expi | Ausstellung für physikalische Phänomene
Das Expi (hands on Science Center) ist eine dauerhafte Ausstellung physikalischer Experimente und das erste Science Center in ganz Kärnten, St. Margareten im Rosental, Gotschuchen. Auf einer überdachten Ausstellungsfläche von mehr als 400 m² erleben Besucher auf rund 60 Experimentierstationen physikalische Phänomene hautnah.

## Persönlichkeiten
- Maria Mlečnik-Olinowetz hat fünf Jahre lang als Restauratorin gearbeitet, in den darauffolgenden vierzig Jahren war sie selbstständige Unternehmerin, 42 Jahre war sie auch für das Heimatwerk tätig. Seit der Pensionierung arbeitet sie nur mehr für sich. Für das Kunsthandwerk begann sie sich während ihrer Ausbildung auf der Landwirtschaftsschule in Eberndorf zu interessieren. Mit anderen Familienmitgliedern begann sie Schatullen, die ihr Vater, vom Beruf Fassbinder, herstellte, zu bemalen. Die Ausbildung zur Restauratorin hat sie in der Schweiz, in Oberösterreich und in der Steiermark gemacht und besuchte später auch Lehrgänge an der Kunstakademie in Wien. Im Jahr 1980 hat sie ihre Arbeiten erstmals in Slovenj Gradec ausgestellt und bekam für sie auch Auszeichnungen. Sie restaurierte Altäre, Uhren und in St. Margareten auch alte Kruzifixe. Im gesamten Erdgeschoß des Wohnhauses, in dem sie lebt, ist die Werkstatt und der Ausstellungsraum, dort, wo früher die Fassbinderwerkstatt war. Maria Mlečnik-Olinowetz verwendet für ihre Arbeiten die unterschiedlichsten Materialien.[12]